# Sint Laurens
Sint Laurens (Zeeuws: Sint Lauwers) is een dorp in de gemeente Middelburg, in de Nederlandse provincie Zeeland. Het dorp had in 2010 1035 inwoners.
Sint Laurens is door middel van de lintbebouwing van de buurtschap Brigdamme verbonden met Middelburg. Het dorp ligt sinds het voorjaar van 2011 ten westen van de rijksweg N57 (die Middelburg via Schouwen-Duiveland verbindt met het Rotterdamse havengebied). Vóór de opening van de N57 was het oude tracé een drukke verkeersader in het dorp.
Het dorp ontstond rond de kapel van kasteel Popkensburg. Het kasteel, dat vermoedelijk al bestond in de 13e eeuw, werd in 1863 gesloopt. Tegenwoordig ligt op deze plek de boerderij Popkensburg, de enige herinnering aan het kasteel.
Tot 1966 was Sint Laurens een zelfstandige gemeente. In dat jaar werd de gemeente, waartoe ook Brigdamme behoorde, bij Middelburg gevoegd. De Middelburgse wijk Klarenbeek is in de jaren 70 op voormalig grondgebied van Sint Laurens gebouwd. Bij de instelling van de postcodegebieden in 1978 werd Sint Laurens niet als woonplaats gezien, maar als wijk van Middelburg.